# Fuerte de San Jerónimo de Millapoa
El Fuerte de San Jerónimo de Millapoa fue uno de los fuertes fundados por Alonso de Sotomayor en 1585, en la orilla sur del sector denominado Millapoa hoy parte de la comuna de Nacimiento.

## Descripción
Dominaba los pequeños valles de la vertiente oriental de la Cordillera de Nahuelbuta en el valle de Catiray, en la parte superior del río Culenco, en la zona montañosa 25 kilómetros al sur de la comuna moderna de Santa Juana. El fuerte tenía una pequeña guarnición para la defensa de esa región que dejó en el levantamiento general de los mapuches en 1599. Fue repoblado en 1607 bajo el gobernador Alonso García Ramón, pero no duró mucho más tiempo, siempre acosado por los mapuches hasta que fue demolido por los españoles en el marco de las resoluciones del Parlamento de Catiray de mayo de 1612 .